# Габръска Гора
Габръска Гора  (на словенски: Gabrska Gora) е село в Словения, Средна Словения, община Лития. Според Националната статистическа служба на Република Словения през 2015 г. селото има 63 жители.